# Carlos Meléndez

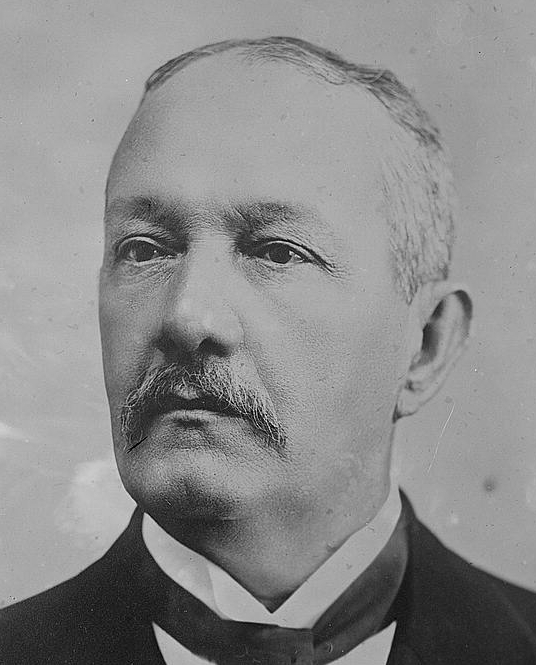
Carlos Meléndez

Carlos Meléndez Ramírez (* 1. Februar 1861 San Salvador, El Salvador; † 8. Oktober 1919, Kalifornien) war von 1913 bis 1914 und von 1915 bis 1918 Präsident von El Salvador. Er war ein Bruder von Jorge Meléndez und Schwager von Alfonso Quiñónez Molina. Carlos Meléndez war der Begründer der Meléndez-Quinonez-Dynastie. Die Mitglieder dieser Landeigentümerfamilie stellten die Präsidenten von 1913 bis 1927.

## Leben
Meléndez wurde nach dem Mord an Präsidenten Manuel Enrique Araujo und des Rücktritts dessen Stellvertreters Onofre Durán am 9. Februar 1913 zum Präsidenten von der Legislative als Interimspräsident ernannt. Am 29. August 1914 übertrug er das Präsidentenamt an seinen Vize-Präsidenten Alfonso Quiñónez Molina, um sich der Präsidentenwahl stellen zu können. Er wurde gewählt und trat sein Amt am 1. März 1915 an. Am 21. Dezember 1918 trat er aus gesundheitlichen Gründen zurück. In seiner ersten Amtszeit, im Juni 1913, gründete er eine landesweite Polizei mit dem Namen Cuerpo de Seguridad General. Er hielt sein Land aus dem Ersten Weltkrieg heraus. Im Jahr 1915 klagte Meléndez vor dem Zentralamerikanischen Gerichtshof gegen den Bryan-Chamorro-Vertrag, in welchem er die Souveränität El Salvadors in Bezug auf Gebiete im Golf von Fonseca verletzt sah. Der Gerichtshof gab ihm recht und verurteilte die Regierung Nicaraguas am 5. August 1914 dazu, von der Realisierung des Vertrages Abstand zu nehmen.
In seine zweite Amtszeit fiel die Katastrophe des Ausbruchs des Volcán de San Salvador am 7. Juni 1917. Zu den Opfern gehörten etwa 1.050 getötete Menschen. Etwa 9.000 Häuser wurden total zerstört,  nur 200 blieben unzerstört. Um 18:55, 19:30 und 20:45 erschütterten an Fronleichnam 1917 drei große Erdbeben El Salvador, und zerstörten San Salvador und u. a. die Ortschaften Apopa, Nejapa, Quezaltepeque, San Juan Opico, Santa Tecla, Aremenia, San Julián, Sacocoy, Tepecoy, Ateos, Caluco und San Vicente. Anschließend wurde die Stärke mit Ausschlägen auf der Richterskala von 6,7 und 5,4 und einer Intensität von VIII nach der Mercalliskala eingeschätzt. Es entstand ein neuer Aschekegel, welcher Los Chintos getauft wurde und der Kratersee laguna del Boquerón verdampfte.
Aus Gesundheitsgründen trat Meléndez vor dem Ende seiner vierjährigen Wahlperiode zurück und begab sich zur Behandlung in die USA, wo er starb. 1917 organisierte Alfonso Quiñónez Molina, der Schwager von Carlos Meléndez wurde, die Ligas Rojas und leistete mit diesen einen Beitrag zum Erhalt der Familiendynastie.